# 尼古拉斯·斯帕诺斯
尼古拉斯·彼得·斯帕诺斯（英文：Nicholas Peter Spanos，下文简称：斯帕诺斯）是一名心理学教授。 他在1942年至1994年6月6日期间，任职于卡尔顿大学的心理学教授兼实验催眠实验室主任。于1994 年 6 月 6 日，在一次飞机失事中不幸丧生。
在此之前，斯帕诺斯进行了多项研究，他试图通过实验来区分“实际的催眠效果和当时人们对于催眠印象“之间的差异。
斯帕诺斯进行的这些研究改变了现代对于催眠的普遍理解，即催眠不是一种改变状态，实际上是通过建议的方式，来引导参与者选择是否接受被催眠时的行为。 除此之外，斯帕诺斯还进行了关于分离性身份识别障碍的研究，他在研究中指出，多重人格不是创伤的产物，而是基于社会所要求的规范。

## 经历
斯帕诺斯出生于美国，他在波士顿大学获得过学士学位和博士学位。曾经在梅德菲尔德州立医院和波士顿心理协会工作过，后来在 1975 年时加入卡尔顿大学心理学系。在工作期间，他撰写了 183 篇期刊文章和 19 章教科书。他还为 《怀疑论者》 撰稿。 在此期间，他为许多不同的研究做出了贡献，其中一项研究认为催眠并不像恍惚状态。 另一项研究涉及分离性身份识别障碍，试图解释为什么有些人拥有多重的人格。他通过研究，斯帕诺斯采取了与当时大多数心理学家不同的研究方法。
约翰·查韦斯和比尔·琼斯表示，他认为催眠和心理学这两个领域是“通过社会互动来相互建立、合法化和维持的规则治理，是一种社会结构”。

## 催眠
非国家立场
斯帕诺斯曾经假设"催眠相关的行为和体验是根据催眠师的社会背景、期望以及被催眠者所处的环境而表现出来的“，即使这些行为和体验有时可能是无意识产生的。他坚持不懈地争论，并在 250 多项实验研究中证明，催眠行为受到其发生环境的定义以及被催眠者的认知解释的强烈影响。斯帕诺斯反对希尔加德 （及其他人）认为催眠是一种改变的意识状态或“特殊的”或分离的意识状态的观点。斯帕诺斯为这一理论工作了近 30 年，先是在梅德菲尔德基金会与 西奥多·X·巴伯、约翰·查韦斯等人合作，后来在加拿大卡尔顿大学工作。  他认为“人在催眠状态下的许多行为可以通过社会心理和认知假设来进行简单解释（Spanos，1996）。”
斯帕诺斯认为，人们将自身意识状态误解为催眠有两个原因。如：

一是人们认为自己的行为是由外部因素而非自身原因引起的。
二是与催眠仪式的执行方式有关。

催眠师跟被催眠者说了一些话，使被催眠的人最初的理解是“自己是自愿被催眠的”，但是催眠师在催眠过程中却将他被催眠的行为改变为“自己被催眠的行为是非自愿的”。例如，“放松你腿部的肌肉”，之后又变成了“你的腿感觉无力且沉重”。
斯帕诺斯认为，催眠师会向每个人提出两个相互关联的要求。第一个要求直接要求受试者做出某事，第二个要求受试者推断出该要求是非自愿的。一些催眠参与者会遵循第一个要求，并意识到自己是在自愿执行任务，而另一些人则完全没有反应。还有一些人会同时遵循这两个要求，因此被认为是优秀的催眠受试者。
斯潘诺斯通过另一项研究证明，人们通过在催眠过程中按照他们认为应该的方式行事来控制催眠体验。这项研究针对两组人进行，其中一组人听了一场讲座，在这场讲座中有一段内容是“关于催眠过程中手臂僵硬是如何自发的”，而第二组人则没有。当两组人都接受催眠时，被告知手臂僵硬的那组人在催眠过程中表现出手臂僵硬。斯潘诺斯进行的第二项研究，评估了“催眠和非催眠个体的镇痛效果”。该研究对两组人进行了实验，两组之间的唯一区别是其中一组被告知他们将被催眠。每位参与者被要求将手放入一桶冰中，并尽可能长时间地保持在那里。取出手臂后，他们被要求评估自己感知到的疼痛程度。在没有催眠的情况下，那些期待被催眠的人的疼痛评分远高于那些没有期待被催眠的人。所有参与者都被“催眠”，然后被要求再次将手臂放入冰桶中。那些没有预期被催眠的参与者的感知疼痛评分与非催眠试验大致相同。预期被催眠的参与者的感知疼痛评分远低于非催眠试验。斯帕诺斯声称，这是因为这些参与者希望被视为优秀的催眠对象。斯帕诺斯的研究结果进一步佐证了催眠状态根本不存在的观点，这些人表现出的行为实际上是因为他们“高度的积极性”。

## 分离性身份识别障碍
斯帕诺斯还通过提出的社会认知模型，为分离性身份识别障碍的研究做出了贡献。  他认为，展现多重身份是一种基于特定文化规范的社会角色，是一种寻求关注的行为，治疗师会通过催眠来强化这种行为。斯潘诺斯将其描述为“非常类似于天主教的驱魔仪式”。他认为，催眠、灵魂附体和多重人格是类似的现象，它们代表的是受社会控制的行为，而非特殊的分离或恍惚状态；与其他社会行为一样，它们是通过观察和在特定文化中的互动习得的。一些人接受分离性身份识别障碍的社会认知解释  ，但也有人反对，他们认为多重人格源于严重的创伤，并会导致一种独特的心理状态。他们指出，大多数分离性身份识别障碍患者在治疗过程中并未接受催眠，而且尚未观察到灵魂附体和催眠等现象会导致失忆等基本诊断标准。 

## 精选书目
- Spanos, NP (1994)。 多重身份扮演与多重人格障碍：社会认知视角（Multiple identity enactments and multiple personality disorder: A sociocognitive perspective. Psychological Bulletin）。《心理学公报》，116，143–165。doi:10.1037/0033-2909.116.1.143
- Spanos, NP (1996)。 多重身份与虚假记忆：社会认知视角（Multiple Identities & False Memories: A Sociocognitive Perspective） 。华盛顿：美国心理学会。